# Usine Renault de Bursa
L'usine Renault de Bursa en Turquie appartient à Oyak-Renault, « joint-venture » créée en 1969 et associant le fonds de pension de l’armée turque avec la RNUR majoritaire. Elle fait partie du programme de développement international que Pierre Dreyfus a lancé dans les années 1960. Elle est devenue une usine majeure du dispositif industriel européen de Renault à partir des années 1990.
Elle a produit son premier véhicule, une R12, en 1971.
Elle emploie en 2012 plus de 6 000 salariés.
Elle emploie en 2019 6 296 employés .
Les véhicules qui y sont actuellement produits sont les Renault Clio IV, Renault Clio IV Estate , Renault Clio V et Renault Mégane IV sedan.